# Lista orașelor din Bangladesh
Aceasta pagină este o listă a orașelor din Bangladesh.

## Provincia Barisal
- Barguna
- Barisal
- Bhola
- Jhalokati
- Patuakhali
- Pirojpur

## Provincia Chittagong
- Bandarban
- Brahmanbaria
- Chandpur
- Comilla
- Cox's Bazar
- Feni
- Khagrachhari
- Lakshmipur
- Noakhali
- Rangamati
- Chittagong

## Provincia Dhaka
- Dhaka
- Faridpur
- Gazipur
- Gopalganj
- Jamalpur
- Kishoreganj
- Manikganj
- Maradipur
- Munshiganj
- Mymensingh
- Narayanganj
- Narsingdi
- Netrokona
- Rajbari
- Shariatpur
- Sherpur
- Tangail

## Provincia Khulna
- Bagerhat
- Chuadanga
- Jessore
- Jhenaidaha
- Khulna
- Kushtia
- Magura
- Meherpur
- Narail
- Shatkhira

## Provincia Rajshahi
- Bogra
- Dinajpur
- Gaibandha
- Joypurhat
- Kurigram
- Lalmonirhat
- Naogaon
- Natore
- Nawabganj
- Nilphamari
- Pabna
- Panchagarh
- Rajshahi
- Rangpur
- Saidpur
- Sirajganj
- Thakurgaon

## Provincia Sylhet
- Habiganj
- Maulvi Bazar
- Sunamganj
- Sylhet